# Bobby Colburn
Robert H. Colburn, detto Bobby (Lockland, 23 marzo 1911 – Hubbard, 3 febbraio 2001), è stato un cestista statunitense, professionista nella NBL.

## Carriera
Giocò per una stagione nella NBL, disputando 11 partite con 7,3 punti di media.